# ناهد كياني
ناهد كياني تشانديه (الفارسية: ناهید کیانی, مواليد 1 أغسطس 1998 في أصفهان) هي لاعبة تايكوندو إيرانية. هي أول امرأة إيرانية تفوز بالميدالية الفضية في الألعاب الأولمبية في دورة الألعاب الأولمبية الصيفية 2024، تايكوندو سيدات 57 كجم، كما فازت بالميدالية الذهبية في وزن الديك سيدات في بطولة العالم للتايكوندو 2023.